# 2048
Năm 2048 (số La Mã: MMXLVIII). Trong lịch Gregory, nó sẽ là năm thứ 2048 của Công nguyên hay của Anno Domini; năm thứ 48 của thiên niên kỷ 3 và của thế kỷ 21; và năm thứ chín của thập niên 2040.